# Бём, Аннетт
Аннетт Бём  (нем. Annett Böhm; род. 8 августа 1980, Меране, Саксония, Германия) — немецкая дзюдоистка выступавшая в категории до 70 кг, олимпийская медалистка.

## Биография
Принимала участие в летних Олимпийских играх 2004 года в Афинах и завоевала бронзовую медаль в весовой категории до 70 кг.
В 2008 году на летних Олимпийских играх в Пекине заняла пятое место, проиграв в борьбе за бронзовую медаль американке Ронде Роузи.

## Выступления на Олимпиадах
| Олимпиада  | Дисциплина              | Место   |
| ---------- | ----------------------- | ------- |
| Афины 2004 | дзюдо, женщины до 70 кг | 3 место |
| Пекин 2008 | дзюдо, женщины до 70 кг | 5 место |

## Галерея фотографий

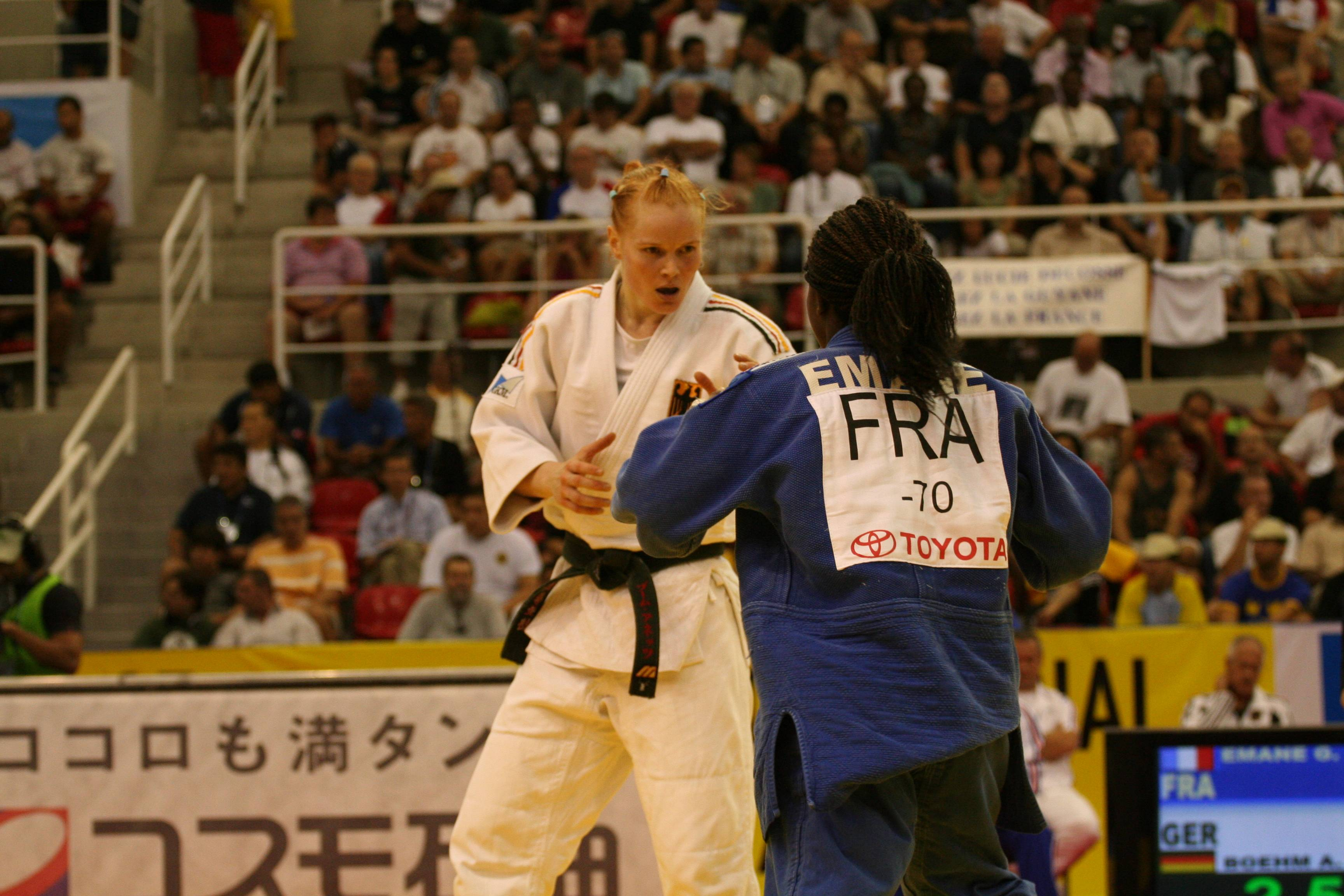
Бём против Жеврис Эман (Франция) — Дзюдо, ЧМ в Бразилии 2007
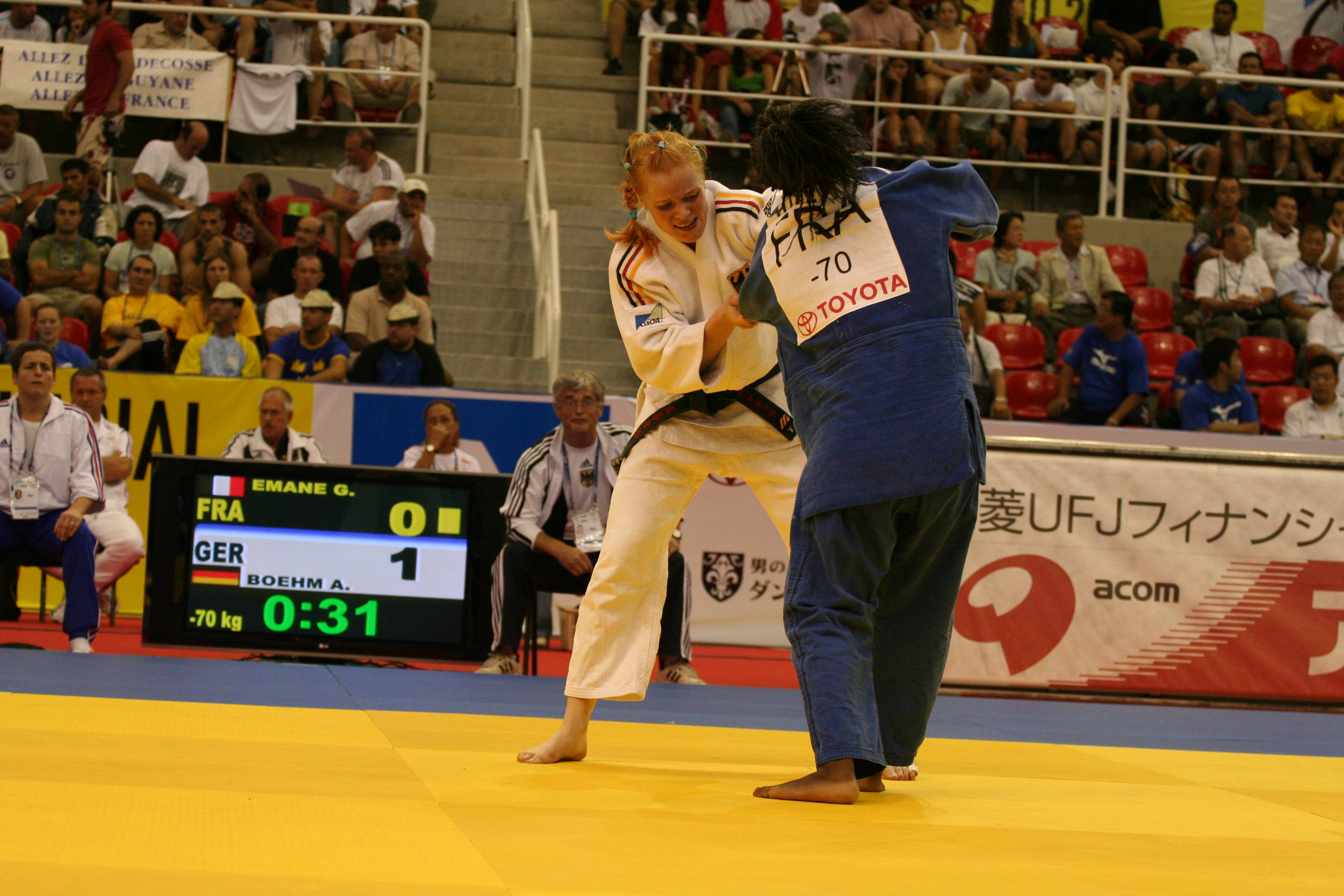
Бём против Жеврис Эман (Франция) — Дзюдо, ЧМ в Бразилии 2007
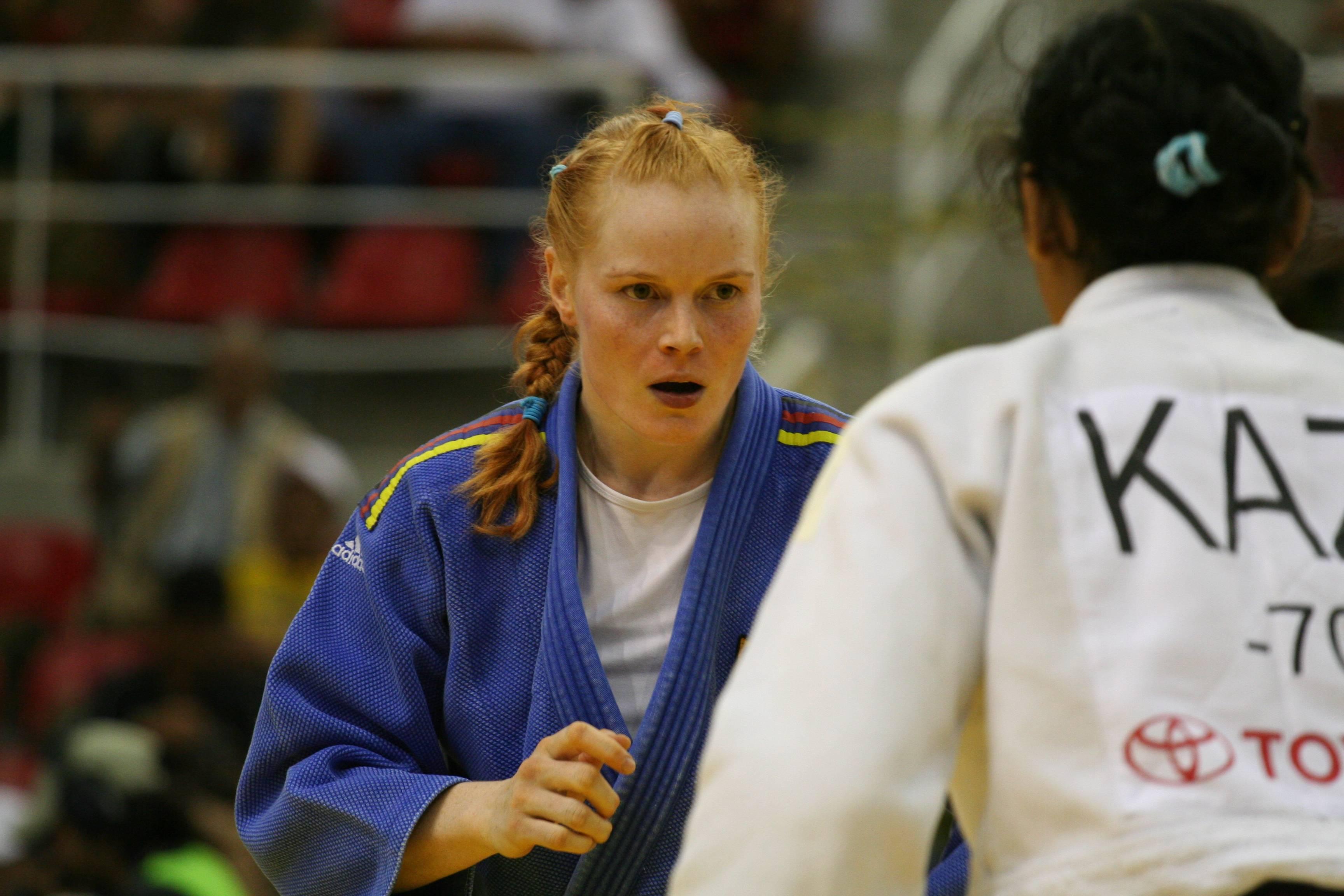
Бём против Жанар Жанзуновой (Казахстан) — Дзюдо, ЧМ в Бразилия 2007
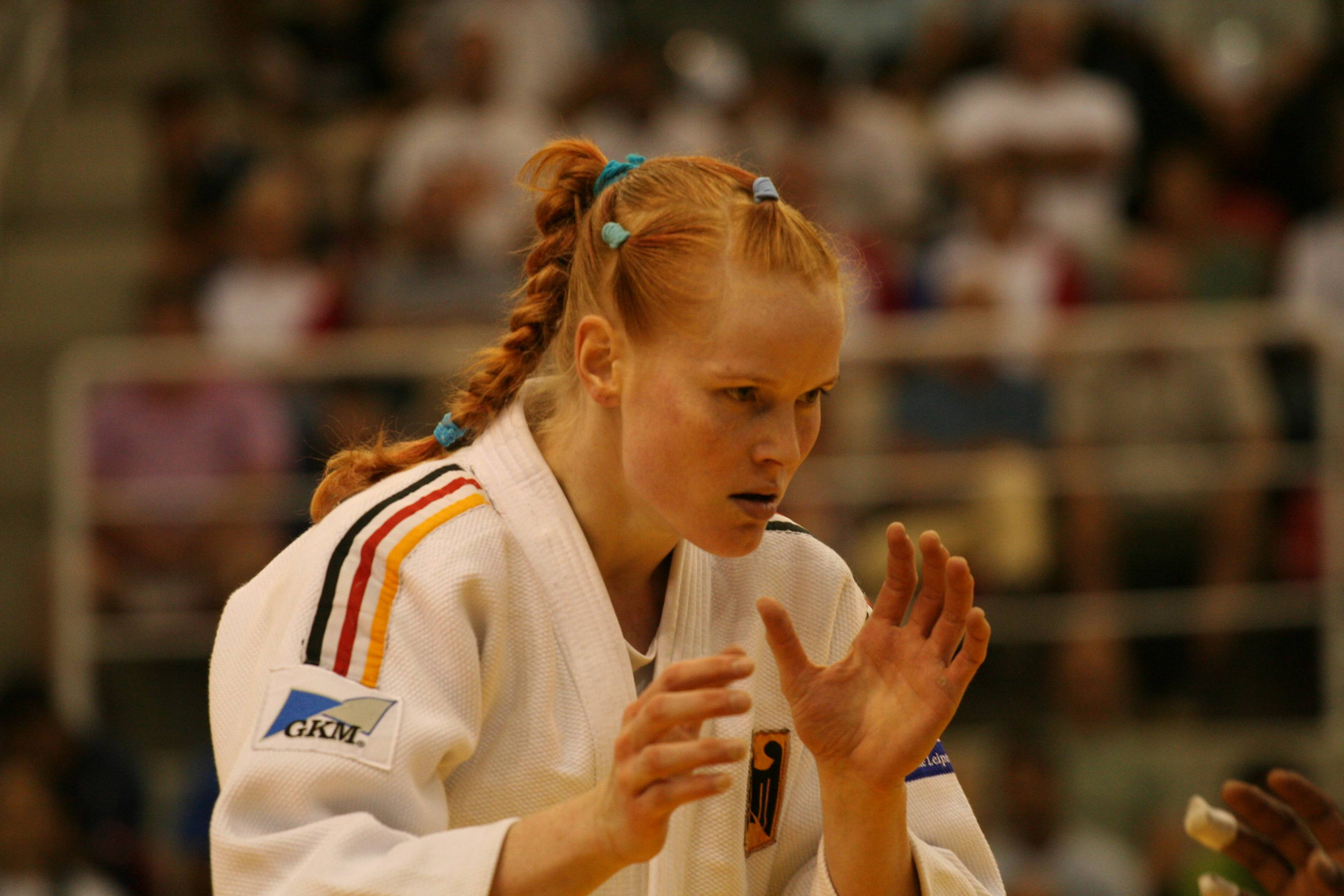
Бём — Дзюдо, Чемпионат мира в Бразилии 2007
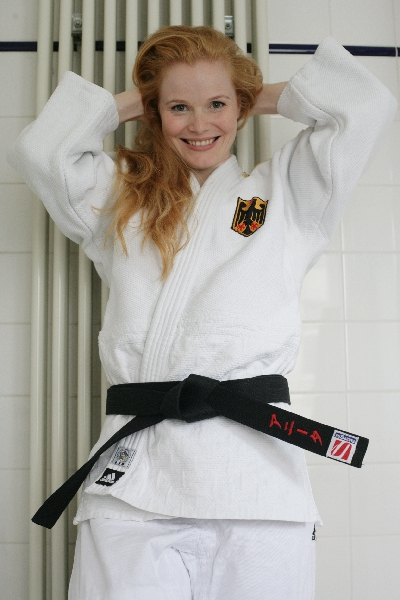
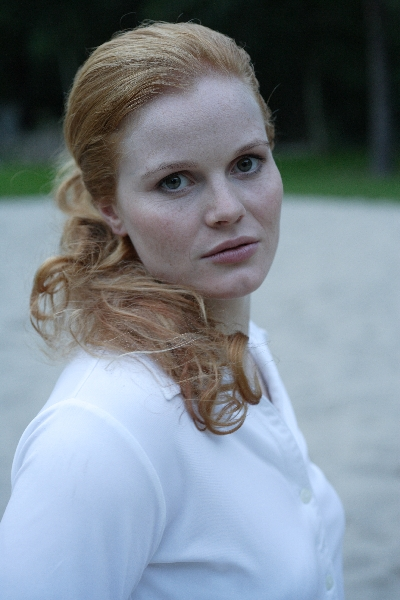
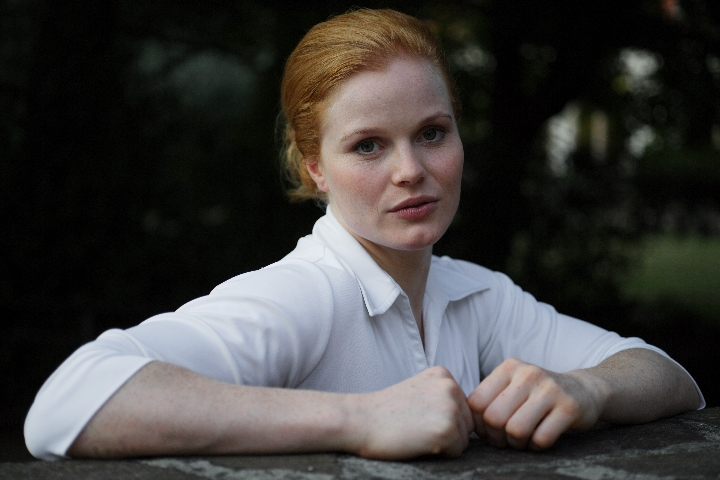